# نبرد ماراتون
نبرد ماراتون (به یونانی: Μάχη τοῦ Μαραθῶνος؛ به لاتین: Machē tou Marathōnos) یکی از نبردهای مهم و بزرگ دنیای باستان است؛ که در سال ۴۹۰ پ.م.، و در زمان زمامداری داریوش بزرگ، در میان کشورهای ایران هخامنشی و دولت‌شهرهای یونانی در محلی به نام دشت «ماراتون»، میان ارتش هخامنشی و قوای متحد دولت‌شهرهای یونانی آتن و پلاته به وقوع پیوست. که در نتیجه سپاه هخامنشی عقب‌نشینی کرد و یونانی‌ها پیروز شدند.

## پیش زمینه
اولین حمله پارسیان به یونان ریشه در شورش ایونیان، اولین مرحله جنگ‌های ایران و یونان داشت. در ۵۰۰ سال پیش از میلاد شاهنشاهی هخامنشی هنوز نسبتاً جوان و بسیار توسعه طلب بود، اما در معرض شورش در میان مردم تحت سلطه خود بود. علاوه بر این، داریوش پادشاه ایرانی بعد از سرکوب شورش گئومات مغ، زمان قابل توجهی را صرف خاموش کردن شورش‌ها علیه حکومت خود کرده بود. حتی قبل از شورش ایونیان، داریوش شروع به گسترش امپراتوری خود به اروپا کرده بود، تراکیه را به زیر سلطه خود درآورده و مقدونیه را مجبور به تبدیل شدن به مستعمره ایران کرده بود. تلاش برای گسترش بیشتر در دنیای سیاسی یونان باستان ممکن است اجتناب ناپذیر باشد. با این حال، شورش ایونیان یکپارچگی شاهنشاهی ایران را به‌طور مستقیم تهدید کرده بود، و دولت‌شهرهای سرزمین اصلی یونان همچنان تهدیدی برای ثبات آینده آن بودند.
داریوش بزرگ بدین ترتیب تصمیم گرفت یونان و اژه را مقهور و افراد درگیر در شورش ایونیان را مجازات کند.
شورش ایونیان با یک لشکرکشی ناموفق علیه ناکسوس، با همکاری مشترک بین ساتراپ ایرانی آرتافرنه یکم و آریستاگوراس، حاکم پیشین ملط آغاز شده بود. پس از آن، آرتافرنه تصمیم گرفت تا آریستاگوراس را از قدرت برکنار کند، اما قبل از اینکه این کار را انجام دهد، آریستاگوراس استعفا داد، و میلتوس را یک دولت دموکراتیک اعلام کرد. سایر شهرهای ایونی نیز از این امر پیروی کردند و جباران منصوب خود توسط هخامنشیان را اخراج و خود را دموکراتیک اعلام کردند. سپس آریستاگوراس از ایالات سرزمین اصلی یونان درخواست پشتیبانی کرد، اما فقط آتن و اترریا پیشنهاد اعزام نیرو را دادند.
درگیری آتن در شورش ایونیان از یک مجموعه شرایط پیچیده ناشی می‌شود، که با تأسیس دموکراسی آتنی در اواخر قرن ششم پیش از میلاد آغاز می‌شود.
در سال ۵۱۰ پیش از میلاد، مردم آتن با کمک کلیومن اول، پادشاه اسپارت، هیپیاس، حاکم ظالم آتن را اخراج کردند. با پدر هیپیاس، پیسیستراتوس، خانواده از ۵۰ سال گذشته حکمرانی کرده بودند و کاملاً قصد داشتند حکومت را توسط هیپیاس ادامه دهند. هیپیاس به سارد فرار کرد و به دربار ساتراپ ایرانی، آرتافرنه رفت و قول داد که اگر آتن را به کمک ایرانیان کنترل کند. در این بین، کلومنس در تقابل با کلیستنس، رهبر خاندان سنتی قدرتمند Alcmaeonidae، که خود را وارثان طبیعی حکومت آتن می‌دانست، به نصب استبداد طرفدار اسپارت در زمان ایساگوراس در آتن کمک کرد. با این وجود کلیستنس متوجه شد که توسط ائتلافی به رهبری ایساگوراس از نظر سیاسی شکست خورده‌است و تصمیم گرفت با توسل به دموها (مردم) قوانین بازی را تغییر دهد و در واقع آنها را به جناح جدیدی در صحنه سیاسی تبدیل کند. این تاکتیک موفقیت‌آمیز بود، اما پادشاه اسپارت، کلئومن اول، به درخواست ایساگوراس بازگشت و بنابراین کلیستن، آلکمائونها و دیگر خانواده‌های برجسته آتن از آتن تبعید شدند. هنگامی که ایساگوراس تلاش کرد تا یک دولت الیگارشی ایجاد کند، مردم آتن در اقدامی خودجوش و بی‌سابقه، کلیومنس و ایساگوراس را اخراج کردند. کلیستنس بدین ترتیب به آتن بازگردانده شد (۵۰۷ پیش از میلاد) و با سرعتی سرسام آور شروع به اصلاح دولت با هدف تأمین موقعیت خود کرد. نتیجه در واقع یک دموکراسی یا یک دولت مدنی واقعی نبود، اما او توسعه یک دولت کاملاً دموکراتیک را امکان‌پذیر کرد، که در نسل بعدی با درک مردم به قدرت خود ظهور می‌کند. آزادی و خودگردانی جدید آتنیان بدین معنی بود که پس از آن به‌طور استثنایی با بازگشت استبداد هیپیاس یا هر نوع انقیاد خارجی توسط اسپارت، ایران یا هر شخص دیگر خصمانه بودند.

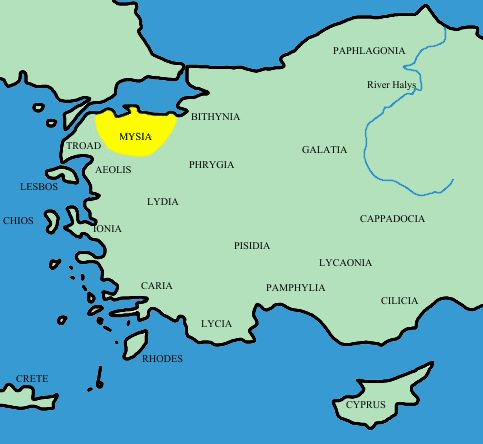
نقشه مستعمرات ایران در آسیای صغیر

کلئومنس از وقایع راضی نبود و با ارتش اسپارت به سمت آتن حرکت کرد. تلاش‌های کلئومنس برای بازگرداندن ایساگوراس به آتن با یک نابسامانی پایان یافت، اما از ترس بدتر شدن وضعیت، آتنی‌ها در این زمان سفرای خود را به نزد آرتافرنه در سارد فرستاده بودند تا از امپراتوری ایران درخواست کمک کنند. آرتافرنه درخواست کرد که آتنیان به او «آب و خاک» بدهند که نشانه تسلیم سنتی است و سفرای آتن پذیرفتند. با این حال، هنگام بازگشت به آتن، به دلیل این امر به سختی مورد انتقاد قرار گرفتند. بعدها، کلئومنس طرحی را برای بازگرداندن هیپیاس به حکومت آتن پی ریزی کرد. اما این طرح شکست خورد و هیپیاس دوباره به سارد فرار کرد و سعی کرد پارسیان را ترغیب کند که آتن را مقهور خود کنند. آتنیان مجدداً سفیران خود را به نزد آرتافرنه اعزام کردند تا وی را از این اقدام منصرف کنند، اما آرتافرنه صرفاً به آتنیان دستور داد که هیپیاس را به عنوان حاکم مستبد بپذیرند. آتنی‌ها با عصبانیت انصراف دادند، و در عوض تصمیم گرفتند که با ایران جنگ کنند. آتن پس از این به دشمن ایران تبدیل شد، در موقعیتی بود که بتواند از شهرهای ایونی حمایت کند. این واقعیت که دموکراسی‌های ایونی با الگویی که آتنی‌ها القا کرده بودند بدون تردید آتنی‌ها را ترغیب به حمایت از شورش ایونیان کرد، خصوصاً از آنجا که شهرهای ایونیا در ابتدا مستعمرات آتن بودند، بیشتر آتنی‌ها را ترغیب کرد که به ایونیان که شورش خود را آغاز کردند، کمک کند.
آتنی‌ها و اریتره‌ای‌ها گروهی متشکل از بیست و پنج گروه را برای کمک به شورش ایونیان به آسیای صغیر فرستادند. آنان توانستند آرتافرنه یکم برادر داریوش بزرگ و ساتراپ ایرانی لیدی را متعجب و غافلگیر کرده و فراتر از آن به سمت سارد حرکت کرده و شهر را تصرف و بسوزانند. این امر نهایت چیزی بود که یونانیان به آن دست یافتند سپس توسط سواره‌نظام پارسی رانده شده و در سواحل ایونی مورد تعقیب قرار گرفته و بسیاری از افراد را در این راه از دست دادند. اما آنچه سبب جدی‌تر شدن موضوع گردید اقدامات بعدی آریستاگوراس در دامن زدن به شورش‌ها و همراه کردن قبرس با خود بود.
با پیوستن قبرس به شورشیان، داریوش پادشاه ایران لشکری مجهز به سرداری آرتبیوس به سوی قبرس گسیل داشت و اگرچه اتحاد شکننده شورشیان و قبرسی‌ها در مقابل وی صف آرایی کرد ولی در نبرد این آرتبیوس بود که پیروز شد و سر از تن فرمانده قبرسی جدا کرد.
پس از سقوط قبرس، یونانیان وحشت‌زده از انتقام پارسی‌ها، آریستاگوراس را ترک گفته و به شهرهای خود بازگشتند، اما اینبار داریوش عزم خود را جزم کرد تا فتنه را از ریشه بخشکاند.
وی چندین لشکر آماده و فرماندهی آن‌ها را به دامادهای خود به نام‌های دوریزس، هیمه، مردونیه سپرد و آن‌ها را برای سرکوبی یونانیان اعزام کرد.
سرداران داریوش یونانی‌ها را تعقیب و شهرهای آن‌ها در ایونیا را طی نبردهای افسس مارسیاس لابرائوندا پداسوس و لاده یک به یک فتح و غارت کردند.
اوج این سرکوب در نبرد لاده و در شهر میلتوس اتفاق افتاد که بعدها شرح محاصره غارت و قتل‌عام این شهر موضوع نمایشنامه‌ای حزن‌انگیز به نام سقوط میلتوس شد که در آمفی‌تئاترهای یونان به نمایش درمی‌آمد و سبب گریستن مردم می‌شد بعدها اکران این نمایشنامه توسط دولت آتن ممنوع شد و برگزار کنندگان آن محکوم به پرداخت جریمه نقدی گردیدند. بهره‌مندی پارسی‌ها و شکست‌های متوالی آریستاگوراس را ناامید کرد و سبب شد که دریابد غلبه بر شاه پارس و امپراتوری بزرگ او کار ساده‌ای نیست. اینچنین وی یاران خود را در مقابل پارسیان تنها گذاشت و به تراکیه گریخت.
اما پس از مدت کوتاهی در تراکیه بدست مردم محلی کشته شد. با قتل وی در سال ۴۹۴ پیش از میلاد شورش‌ها خاتمه یافت و بار دیگر مستعمرات هخامنشیان در آسیای صغیر به حالت اولیه بازگشت.

نقشه شورشها و جنگهای داریوش با ایونیان

با شرکت کردن آتن و اریتره در شورش ایونیان و نقش آنان در برپایی شورش و تحریک ایونیان، علی‌رغم این واقعیت که اقدامات آنها در نهایت بی‌نتیجه بود، اریتره و به ویژه آتن دشمنی پایدار داریوش بزرگ را به دست آورده بودند، و او سوگند خورد که هر دو شهر را مجازات کند. پیروزی نیروی دریایی ایران در نبرد لاده (۴۹۴ پیش از میلاد) به‌طور کامل به شورش ایونی پایان داد و در سال ۴۹۳ پیش از میلاد، آخرین مقاومت‌ها توسط ناوگان ایرانی شکست خورد. داریوش از این شورش به عنوان فرصتی استفاده کرد تا مرز امپراتوری را به جزایر شرق اژه (سیکلادها) و پروپونتیس که قبلاً بخشی از تصرفات هخامنشیان نبوده گسترش دهد. آرام‌سازی ایونیا به پارسیان این امکان را داد تا برنامه‌های بعدی خود برای از بین بردن تهدیدات امپراتوری از یونان و مجازات آتن و اترریا را برنامه‌ریزی کنند.
در سال ۴۹۲ پیش از میلاد، پس از اینکه شورش ایونیان سرانجام درهم شکسته شد، داریوش نیرویی با فرماندهی دامادش، مردونیه را به یونان اعزام کرد. مردونیه تراکیه را دوباره تسلیم خود کرد و مقدونیه را به بخشی کاملاً تابع ایرانیان تبدیل کرد. آنها از اواخر قرن ششم پیش از میلاد خراجگزار پارس بودند، اما استقلال داخلی خود را حفظ کردند. چندی نگذشت که ناوگان او در اثر طوفانی سهمگین، که پایان زودرس کارزار را به وجود آورد، خرد شد. با این حال، در سال ۴۹۰ پیش از میلاد، به دنبال موفقیت‌های مبارزات قبلی، داریوش تصمیم گرفت یک ناوگان دریایی به سرپرستی برادرزاده‌اش آرتافرنه دوم (پسر ساتراپی که هیپیاس به نزد او فرار کرده بود) و داتیس، سردار مادی، به یونان اعزام کند. مردونیه در کارزار قبلی مجروح شده بود و مورد علاقه وی قرار نگرفته بود. این لشکرکشی برای ملحق نمودن جزایر سیکلاد به شاهنشاهی هخامنشی، مجازات ناکسوس (که در سال ۴۹۹ پیش از میلاد در برابر حمله ایرانیان مقاومت کرده بود) و سپس عزیمت به یونان برای اجبار اترریا و آتن برای تسلیم شدن در برابر داریوش یا نابودی آنان بود. پس از تسخیر جزایر یونانی در دریای اژه، از جمله حمله موفقیت‌آمیز به نکسوس، گروه ویژه ایرانی در اواسط تابستان از اوبه بیرون آمد. پارسیان سپس به شکست، تسخیر و سوزاندن اریتره اقدام کردند. آنها سپس به سمت جنوب و در سواحل آتیک حرکت کردند و در مسیر تکمیل هدف نهایی این کارزار یعنی مجازات آتن بودند.

## تدارکات نبرد
پس از فرونشستن شورش‌ها و برگشت مستعمرات به حالت اول داریوش بزرگ به فراست از خطر یونانی‌ها آگاه شد و دریافت که اشتباه او از آنجا آغاز شده که به هنگام لشکر کشی قبلی به اروپا و گذشتن از بسفور به جای آنکه به چپ بتازد و به یونان قدم بگذارد به سوی راست رانده و بیهوده خود و لشکرش را در سرزمین سکاها سرگردان ساخته‌است. 

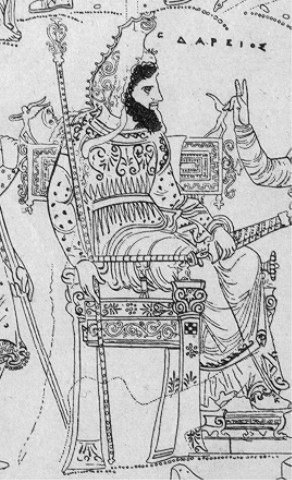
نگاره‌ای از داریوش

پادشاه در اندیشه شد که چگونه خطری که از جانب یونانی‌ها امپراتوری او را تهدید می‌کند مرتفع نماید. خبرهای رسیده حاکی از آن بود که علی‌رغم خاتمه شورش‌ها، آتنی‌ها کماکان به تحریک و آتش‌افروزی در مستعمرات ادامه می‌دهند و هم‌زمان در حال تقویت ناوگان دریایی خود هستند این بود که داریوش ابتدا تصمیم گرفت تا سفیرانی را به یونان اعزام و آن‌ها را به اطاعت از خود فراخواند از طرفی در همان حال جانب احتیاط را رها نکرده و برای تدارک یک جنگ مهم دستور ساخت کشتی‌های بزرگی را که قادر به حمل اسب و مهمات و آذوقه باشند صادر کرد.
سفرای داریوش بزرگ قدم به یونان گذارده و به همه دولت‌شهرها فرمان وی را ابلاغ کردند همان‌طور که دربار پارس پیش‌بینی می‌کرد در جو سنگین و وحشت ناشی از سرکوب‌گری‌های قبلی اکثر شهرهای یونان اروپائی به غیر از آتن و اسپارت سر تسلیم فرود آورده و مطیع شاه شدند.
اما آنچه سبب خشم مضاعف داریوش گردید و باعث شد تا عزم خود را برای لشکرکشی به یونان جزم نماید این بود که اسپارتی‌ها علی‌رغم قواعد دیپلماتیک مرسوم بین ملت‌ها سفرای داریوش را به چاهی انداخته و کشتند. آتنی‌ها وقتی از تسلیم شدن شهرهای دیگر و کار اسپارت‌ها مطلع شدند دریافتند که حمله داریوش قریب‌الوقوع خواهد بود.
پس بی‌درنگ خود را برای دفاع آماده و توسط دونده مشهور و تندرو، فیلیپ پید پیامی برای اسپارتی‌ها فرستاده و درخواست کمک فوری کردند.
اسپارتی‌ها در پاسخ پیغام فرستادند که به آنان کمک خواهند کرد، اما جشن‌های مذهبی خود را بهانه‌ای برای تأخیر دو هفته‌ای قرار دادند. از آن طرف داریوش بزرگ قشونی عظیم و مجهز بیاراست و فرماندهی آن را به داتیس سردار مادی و آرتافرنه دوم برادرزاده خود محول و آن‌ها را سوار بر ۶۰۰ کشتی ترایریم عازم یونان نمود. این لشکرکشی بزرگ‌ترین لشکرکشی دریایی است که تاریخ تا آنروز به خود دیده بود.
ناوگان ایران پس از ورود به شبه جزیره آتیک با راهنمائی هیپ پیائوس حاکم مخلوع آتن به دشت ماراتون رفته درآنجا اردو زدند تقریباً در همان موقع به آتنی‌ها خبر رسید که ایرانیان در ماراتن در حال پیاده شدن به ساحل هستند.

## نبرد اصلی

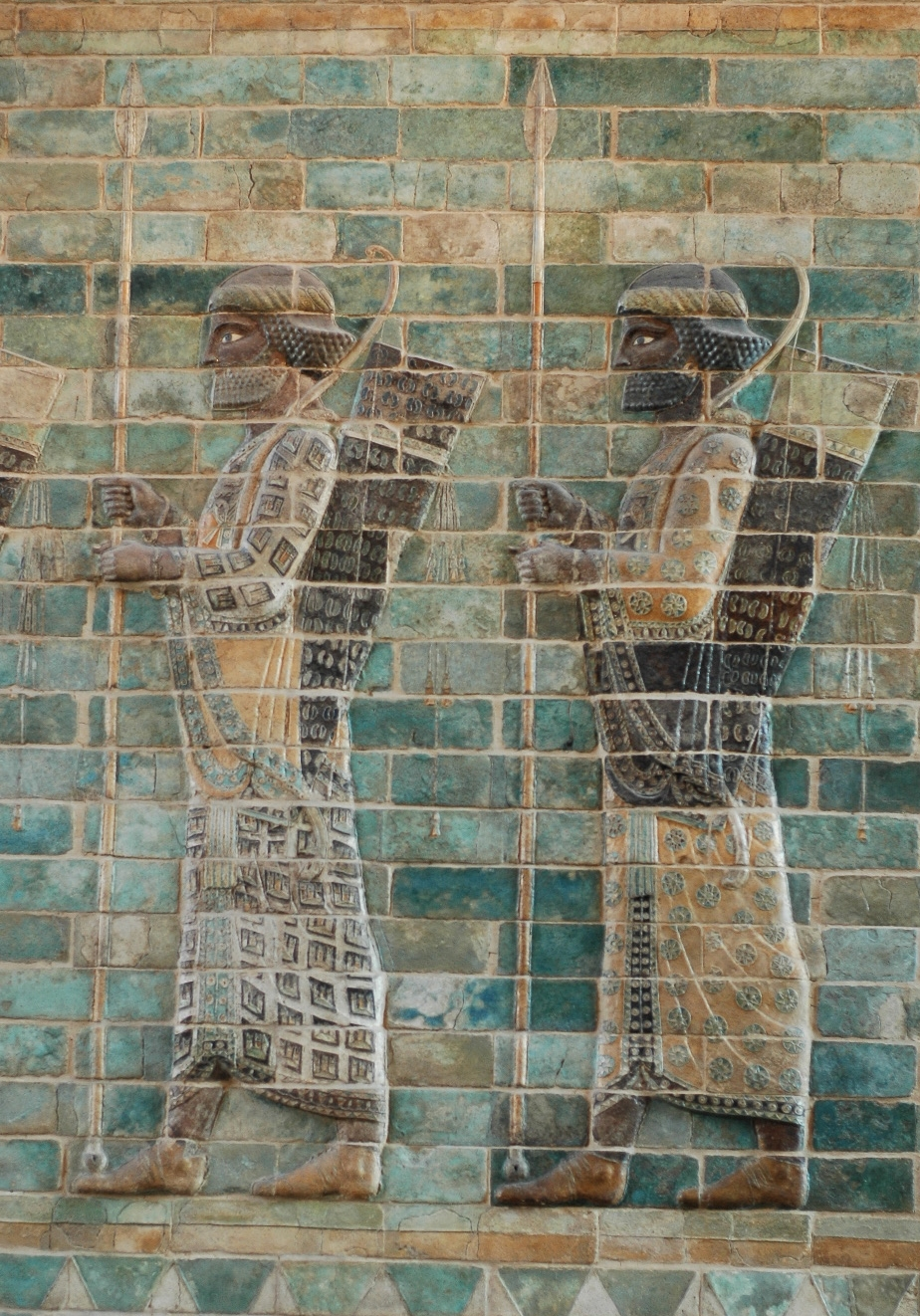
سربازان جاویدان

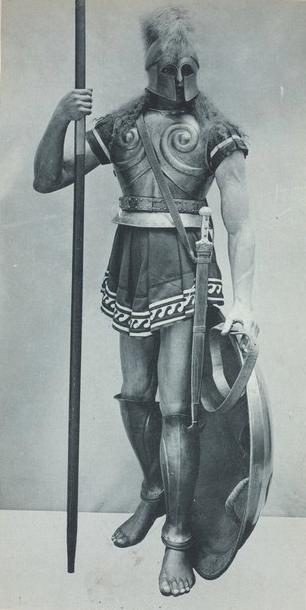
سرباز هوپلیت یونانی

آتنی‌ها که می‌دانستند در صورت حرکت پارسی‌ها به سوی آتن دیگر نمی‌توانند آن‌ها را متوقف نمایند با حدود ۹۰۰۰ نفر هوپلیت (پیاده‌نظام سنگین اسلحه) و تعدادی نیروهای سبک به سوی ماراتون شتافتند. به زودی اهالی شهر پلاته هم به آتنی‌ها پیوسته و در مقابل پارسیها صف کشیدند.
فرماندهی آتنی‌ها را در این نبرد کاللی ماک به عهده داشت و ده سردار دیگر تحت فرماندهی او بودند که شجاع‌ترین و با تجربه‌ترین آن‌ها میلتیادس نام داشت. علی‌رغم آنکه دو طرف آماده نبرد بودند اما ایرانیان دریافته بودند که آتنی‌ها از ترس شکست و انهدام شهرشان برای جنگ در تردید هستند به همین دلیل مدام نبرد را به تأخیر می‌انداختند تا بتوانند با استفاده از نفاق درونی آتینها شهر را تصرف کنند.
میلتیادس این طرح جنگی ایرانیان را حدس زد به کاللی ماک اصرار نمود که بلافاصله فرمان حمله را صادر نماید. پس از تشکیل یک شورای جنگی پرشور «کاللی ماک» به پشتیبانی از طرح جسورانهمیلتیادس رأی داد و فرمان جنگ را صادر نمود. بلافاصله نیروهای آتنی و اهالی پلاته در فاصله هشت استاد(۱۴۷۲ متر) و به روایتی یک مایل از سپاه ایران آرایش رزمی گرفتند. در این آرایش تاکتیکی، آتنی‌ها در جناح راست و اهالی پلاته در جناح چپ مستقر گردیدند «میلتیادس» جبهه یونانی‌ها را طوری گسترش داد که جناحین نیروهای متکی به دو رودخانه کوچکی شد که به دریا جریان داشتند.
این کار موجب گردید که مرکز آتنی‌ها ضعیف (۱۲ ردیف سرباز در عمق) و در مقابل سوار نظام ایران ضعیف و آسیب‌پذیر شد. اما میلتیادس جناحین نیروهایش را با ۱۶ ردیف آرایش داد.
نتیجه این آرایش آن بود که جناحین او قوی و به وسیله خط ضعیفی در مرکز جبهه به یکدیگر متصل می شودند. پس از این آرایش، آتنی‌ها اقدام به یورش نمودند و دوان دوان به سوی سپاهیان ایران حمله بردند. ایرانیان از این نوع شیوه کارزار که عده‌ای بدون ترس و محابا به سوی آنان می‌دوند دچار بهت و حیرت شدند و پنداشتند که آتنی‌ها (یونانی‌ها) دیوانه شده‌اند.

البته این شیوه نبرد را یونانی‌ها عمداً بکار بردند چرا که می‌دانستند علاوه بر اینکه پارسیها در تیراندازی با کمان بسیار تبحر دارند و اگر بخواهند آهسته پیشروی کنند هدف آماج تیرهای آنان قرار خواهند گرفت در صورت حرکت سواره نظام ارتش ایران دیگر قلب میدان تسخیر شده و شکست حتمی است.

شبیه‌سازی نبرد ماراتون

همین که سربازان آتنی مقابل ایرانیان رسیدند جنگی سخت و خونین آغاز شد. در ابتدای جنگ ایرانیان به سهولت مرکز سپاه یونانی‌ها را شکافته به عقب راندند، زیرا در قلب لشکر ایران همیشه سربازان گارد جاویدان حضور داشت که از نظر اسلحه و آموزش نظامی قوی بوده و در نبردها به سرعت قلب دشمن را می‌شکافتند و پیش می‌رفتند اما نقطه ضعف سپاه ایران در نبردها جناحین آن بود که از نیروهای غیر پارسی که غالباً سربازان کارآزموده‌ای نبودند تشکیل می‌شد بدین ترتیب جاویدانها مجبور بودند زیاد پیش روی نکنند زیرا احتمال می‌دادند که جناحین سپاه نتواند همپای آن‌ها پیش بیایند و آن‌ها در قلب سپاه دشمن تنها مانده توسط جناحین دشمن محاصره و قتل‌عام شوند. اما در این حین فالانژهای سنگین اسلحه یونانی در دو طرف راست و چپ، جناحین نیروهای ایران را به عقب راندند.
با غلبه یونانی‌ها از دو طرف، مرکز سپاه ایران نیز مجبور به عقب‌نشینی شد و پارسیها رو به دریا شروع به فرار کردند. یونانی‌ها، نیروهای ایران را تا ساحل تعقیب نمودند ولی نتوانستند از سوار شدن آنان بر کشتی جلوگیری نمایند بدین ترتیب پارسی‌ها سوار به کشتی‌ها به سمت دریا روان شده و سعی کردند خود را به آتن که اکنون بدون محافظ بود برسانند. اما این طرح آن‌ها نیز بدون نتیجه ماند چرا که یونانی‌ها با شتاب خود را به شهر رساندند.
پس از این واقعه داتیس سردار سپاه ایران باقی‌مانده نیروهای خود را به آسیا بازگرداند. این جنگ چنان‌که یونانی‌ها نوشته‌اند سایه به نام ایران در تاریخ افکند چه پارسی‌ها تا این زمان هرجا می‌رفتند فاتح بیرون می‌آمدند و تنها نام مادی‌ها یا پارسی‌ها، یونانیان را دچار وحشت می‌کرد ولی در این نبرد برای اولین بار، سپاه ایران شکست خورد.

## تعداد سپاهیان دو طرف
اگرچه معتبرترین روایت در مورد نبرد ماراتون از هرودوت منقول است اما وی دربارهٔ عدهٔ سپاهیان دو طرف ساکت است ولی کرنلیوس نپوس پیاده‌نظام ایران را ۲۰۰ هزار و سواره نظام را ۱۰ هزار نوشته و همین‌طور ژوستن عدهٔ کل نفرات سپاه ایران را ۶۰۰ هزار نفر ذکر کرده‌است. در مورد تلفات هرودوت تلفات ایران را ۶ هزار و یونانی‌ها را ۱۹۶ تن نوشته همین‌طور ژوستن تلفات ایران را ۲۰۰ هزار تن نوشته‌است. گروندی عده سپاه ایران را در کل ۴۰ هزار و من رو ۲۵ هزار پیاده و ۱هزار سوار نوشته‌است.

## ماراتون افسانه یا واقعیت
شرح نبرد ماراتون که در کتاب هرودوت و دیگر مورخانی ذکر شده آنچنان با حماسه سرایی و اسطوره پردازی همراه است که برخی در صحت آن ابراز تردید نموده و نگارش آن را ناشی از قلیان احساسات ناسیونالیستی یا تنفر و کینه سرکوب شده ناشی از سلطه ایران بر سرزمینهای یونانی‌نشین دانسته‌اند. از آنطرف برخی از ایرانیان نیز با همان رویکرد ناسیونالیستی پا را فراتر نهاده و از اساس منکر قضیه شده و داستان ماراتون را دروغ و توهماتی زائیده ذهن مورخان غربی و در حقیقت آرزوهای ذهن آنان دانسته‌اند. درمیان این مورخانی نظیر حسن پیرنیا (مشیرالدوله) مؤلف کتاب تاریخ ایران باستان یا امیر مهدی بدیع مؤلف کتاب یونانیان و بربرها با نگاهی منصفانه تر و با رویکردی علمی به تحلیل موضوع پرداخته‌اند که در جای خود شایان توجه است. اهم مواردی که به عنوان شبهات یا ابهامات نبرد ماراتون قابل بررسی است بشرح زیر است.

۱-دشت ماراتون زمینی است کم وسعت به طول ۹ کیلومتر و عرض تقریباً ۲ کیلومتر محصور بین دو رودخانه‌ای که به دریا می‌ریزد. در اطراف این دشت زمین‌ها اکثراً باتلاقی است و ساحل باریک آن نیز از ماسه پوشیده شده‌است حال سؤال اساسی این است که در چنین ساحل کوچکی و کم وسعتی چگونه امکان پهلوگیری ششصد رزمناو و تخلیه نیرویی به استعداد ششصد هزار نفر میسر بوده‌است.

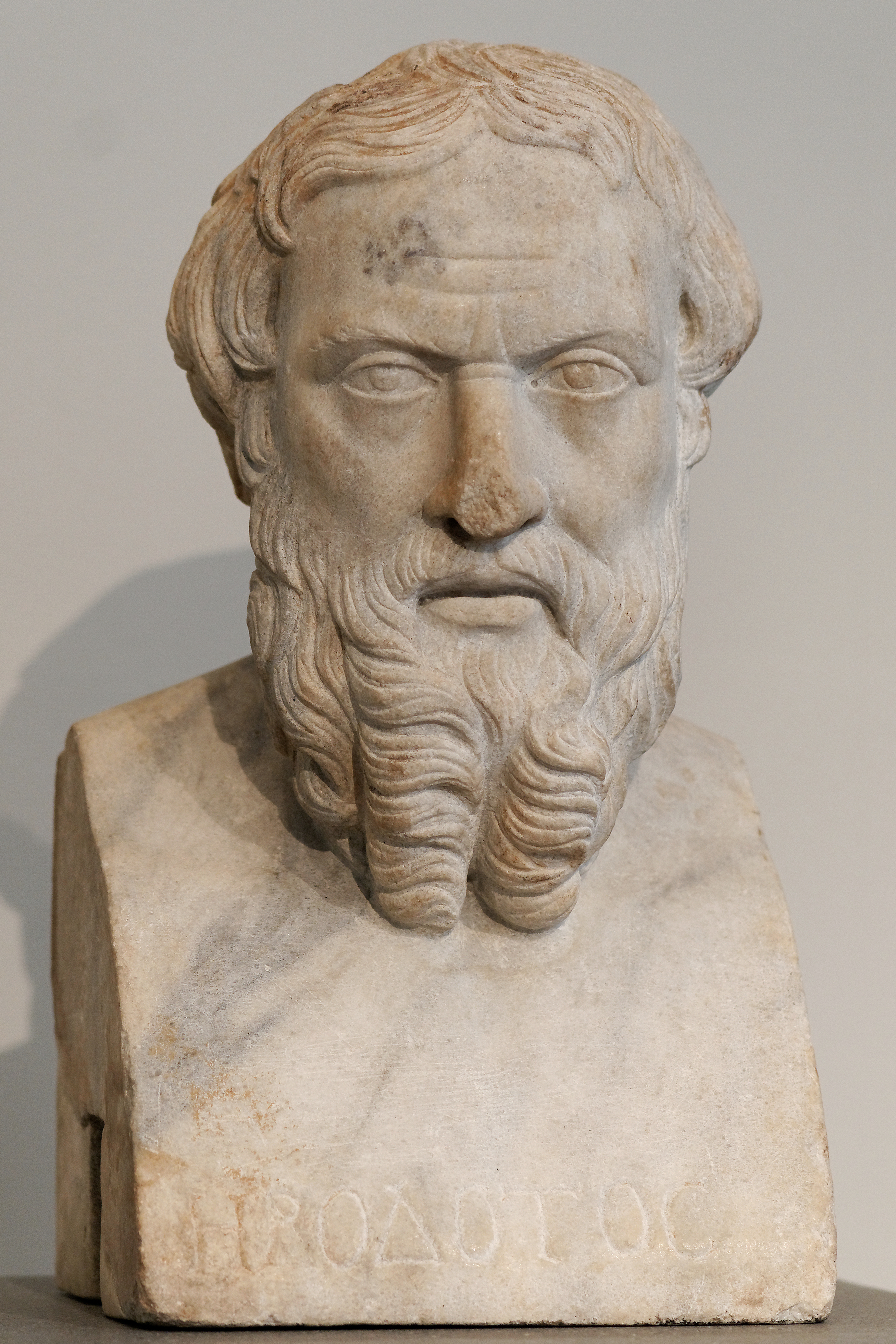
هرودوت

۲- مورخان در شرح ماوقع عده سپاه ایران را ۲۰۰ یا ۶۰۰ هزار نفر و عده یونانیان را ۱۱ هزار تن ذکر کرده‌اند یعنی برتری حداقل ۲۰ به ۱ برای سپاه ایران همچنین آورده‌اند سپاه ایران بهسواره نظام، عرابه‌های جنگی و کشتی‌های تدارکاتی مجهز بود. اما چیزی که با عقل جور در نمی‌آید این است که چگونه این برتری مطلق نظامی، تدارکاتی تنها در چند دقیقه تغییر کرد و به نفع یونانیان خاتمه یافت حال آنکه این مورخان عده تلفات ایران را ۶۰۰۰ تن نوشته‌اند که این بدان معناست که آیا یک لشکر ۲۰۰ یا ۶۰۰ هزار نفری با از دست دادن فقط ۶۰۰۰ نفر شکست خورده محسوب می‌شود..
۳-هانس ولبروک مورخ آلمانی می‌نویسد: ارتش یونان در ماراتون از سربازان پیاده سنگین اسلحه ترکیب شده بود که قابلیت مانور آن محدود بود. در مقابل سپاه ایران از کمانداران و سواره نظامی که آموزش عالی داشتند، هرودوت نوشته‌است که فاصله دو لشکر ۸ استاد یا ۱۴۷۲ متر بوده و یونانی‌ها با طی این مسافت در زمان کوتاه و خرد نمودن مرکز جبهه ایرانیان فاتح شدند و فرصت ندادند تا پارسی‌ها بتوانند از کمانداران یا سواره نظام خود استفاده بکنند و با این تاکتیک سپاه ایران را شکست دادند مورخ آلمانی خاطرنشان ساخت که این عمل از لحاظ فیزیکی غیرممکن است. طبق آیین‌نامه‌های نظامی مشق صف جمع ارتش آلمان، سرباز با تجهیزات کامل می‌تواند فقط در دقیقه تقریباً ۱۰۸ تا ۱۱۵ قدم بدود. اسلحه آتنی‌ها از سربازان کنونی آلمان سبک‌تر نبود پس اگر طول قدم هر سرباز با تجهیزات را ۸۰ سانتیمتر فرض کنیم ۱۸۴۰=۱۴۷۲۰/۸۰ بدست می‌آید یعنی یونانی‌ها ۱۸۲۵ قدم را به سمت سربازان ایرانی دویده‌اند که اگر هر ۱۰۸ قدم را در یک دقیقه فرض کنیم تقریباً ۱۷ دقیقه طول کشیده تا دو سپاه با هم برخورد کنند حال سؤال اینجاست که آیا ۱۷ دقیقه زمان کمی است تا یک کماندار ایرانی بتواند تیری را از تیردان خود خارج و در چله کمان گذاشته به سوی دشمن پرتاب کند یا سواره نظام ایران در مدت ۱۷ دقیقه نمی‌توانسته آرایش بگیرد آیا سرداران ایرانی ۱۷ دقیقه مبهوت به یونانیانی که فریاد کشان با شمشیرهای آخته به سمت آن‌ها در حال دویدن بودند فقط می‌نگریستند و بدون هیچ عکس‌العملی در جای خود میخکوب شده بودند.
۴-هرودوت نوشته که لشکر ایران پس از شکست عقب نشسته و سوار بر کشتیهای خود شده به دریا رفتند و به آسیا برگشتند حال موضوع اینجاست که سپاهی به استعداد ۲۰۰ یا ۶۰۰ هزار نفر که عقب نشسته و در حال فرار است و یونانی‌ها نیز آن را تعقیب می‌کنند چگونه فرصت داشته که به کشتی‌ها بنشیند آن هم در جایی که اسکله‌ای وجود نداشته‌است.

## واقعیت نبرد ماراتون
نبرد ماراتون صرف‌نظر از اغراق و حماسه سرایی‌های هرودوت و کوچک انگاریهای ایرانی‌ها واقعیتی بوده که زمانی حقیقتاً رخ داده‌است. کسی که تاریخ مخاصمات طولانی ایران و یونان را از زمان رانده شدن اسپارتی‌ها از دربار کوروش بزرگ تا حمله اسکندر مطالعه کرده باشد به راحتی درخواهد یافت که نمی‌توان لشکرکشی داریوش بزرگ به یونان را تنها یک اعزام ساده نیرو برای گوشمالی آتنی‌ها قلمداد نمود و داریوش را که در کیاست و سیاست جزء بزرگ‌ترین پادشاهان تاریخ است آنقدر بی‌عقل و کینه‌توز دانست که برای یک شبیخون ساده آتنی‌ها ۶۰۰ هزار سپاهی به آنسوی دریاها اعزام کند.
حقیقت مطلب این است که مخاصمه ایران و یونان در آن زمان هم به شکل مخاصمات کنونی شرق و غرب بر سر سیادت و برتری بر منابع و ثروت وجود داشته و طبیعتاً هر طرف که می‌توانسته برتری خود را بر منطقه ژئوپلتیک بالکان، دریاهای مدیترانه و اژه و کانونهای جمعیتی اطراف آن تثبیت نماید متعاقب آن می‌توانسته، تجارت پر سود کل منطقه را شامل تجارت مصر، تجارت غله بین دو دریای اژه و مدیترانه، معادن نقره یونان و مقدونیه و تجارت چوب جنگل‌های بالکان در دست داشته باشد. این حقیقتی بود که داریوش خیلی خوب درک کرده بود و مدت‌ها قبل از نبرد ماراتون یک کشتی شناسائی با راهنمائی پزشک یونانی دربارش (دموکدس) برای تحقیق در مورد یونان و جزایر آن اعزام کرده بود. او می‌دانست چه پتانسیل عظیمی در یونان وجود دارد و در صورتی که مهار نشود به راحتی طومار مشرق زمین را در هم خواهد پیچید. کابوسی که خیلی ساده در نبرد گرانیک نبرد ایسوس و گوگمل تعبیر شد. به همین علت داریوش ابتدا به بهانه سرکوب سکاهای بیابانگرد به مقدونیه و شمال یونان لشکر کشید تا ارتباط این کشور را با اروپا قطع کند.
قطعاً وی پادشاهی نبود که صرفاً برای سرکوب مشتی غارتگر سپاه عظیم خود را از بسفور عبور داده و تا رود دانوب بتازد. وی پس از فراغت از این کار به سراغ مصر و شمال آفریقا رفت و آن مناطق را نیز با خود همراه کرد. اصلاحات سیاسی اقتصادی فراوان داریوش در منطقه شهرهای ساحلی و جزایر دریای اژه و مدیترانه همگی بیانگر این مطلب است که داریوش واقعاً به یونانی‌ها اهمیت می‌داده و کسانی که لشکرکشی وی را به یونان صرفاً یک اقدام ساده تلافی جویانه قلمداد می‌کنند یا از تاریخ قبل و بعد از ماراتون بی‌اطلاع هستند یا احساسات ناسیونالیستی خود را بر واقعیت‌ها ارجح می‌دانند.
اگرچه برخی از تاریخ نگاران مغرب زمین حتی مورخان معاصر نیز در شرح ماراتون اغراق نموده‌اند اما براستی ماراتون نقطه عطفی در تاریخ و واقعه بسیار پراهمیت در تاریخ مخاصمات غرب و شرق است. چرا که همان‌طور که وقایع بعدی نشان می‌دهد پس از داریوش فرزندش خشایارشا نیز همان کار پدر را پی می‌گیرد و به یونان لشکر می‌کشد. شاهان بعدی هخامنشی نیز بارها با موضوع یونان درگیر می‌شوند و تا پایان عمر این سلسله از آن فراغت نمی‌یابند.
اما روش آن‌ها در در دهه‌های بعد تغییر می‌کند و به جای لشکرکشیهای مستقیم و اعزام نیرو ترجیح می‌دهند تا از طریق سیاست و اعمال نفوذ و خریدن نخبگان، این کشور را به زانو درآورند. اوج این درگیری‌ها در زمان جنگ‌های داخلی یونان موسوم به جنگ پلوپونزی تجلی می‌یابد. جنگ‌هایی که با دخالتها و آتش‌افروزی‌های ایران شروع می‌شود و قریب ۲۸ سال یونان را در آتش برادرکشی گرفتار و تمدن درخشان آن را در زیر خاکستر خود مدفون کردند.
اما با ظهور اسکندر به ناگاه شعله‌های رو به زوال این تمدن از زیر خاکستر جنگ‌های داخلی زبانه می‌کشد و کل قلمروی شاهنشاهی را تا قصرهای تخت جمشید همه چیز را در خود می‌سوزاند و این کابوس داریوش را محقق می‌نماید. بررسی نبرد ماراتون به تنهائی نمی‌تواند بیانگر حقایق مکتوم مخاصمات غرب و شرق باشد این تراژدی بزرگ و ادامه داریست که از جنگ تروا تا نبرد گالیپولی ادامه داشته و هم‌اکنون نیز جلوه هائی از ماراتون همه روزه در اطراف ما در حال روی دادن است.
اما در باب اغراق‌های هرودوت و دیگر مورخان، باید گفت که نوشته‌های این نویسندگان در عصر خود تحت تأثیر ادبیات خاص یونان کلاسیک با حماسه سرایی و اغراق و غلو همراه است کسانی که علاقه‌مند این ادبیات هستند خوب می‌دانند که ادبیات یونان کلاسیک نظیر ایلیاد و ادیسه هومر یا نسب نامه خدایان هزیود و دیگر آثار آن مشحون از این‌گونه اغراق‌ها و قهرمان پردازیها و آمد و شد خدایان و دیگر وجوهات آن است.
دامنه تأثیر این ادبیات نظیر حماسه انه‌اید ویرژیل حماسه سرای رومی تا قرن‌ها در اروپا باقی می‌ماند. این که هرودوت در شرح ماراتون دچار اغراق یا دروغ پردازی شده قصد تحریف یا تغییر واقعیت‌ها را نداشته او تنها از سبک ادبی که می‌دانسته پیروی کرده تا بتواند نوشته‌های خود را در جامعه ستایشگر حماسه آن روزگار موجه جلوه دهد.نتیجه ماراتون علی‌رغم همه شبهات و ایرادها اگر شکست تلقی نگردد قطعاً ناکامی سپاه پارس را به همراه داشته اما نه به وجهی که هرودوت نوشته و امروز ملاک قضاوت است. چرا که اگر پارسیها همانند نبرد قبلی یعنی محاصره ارتریا پیروز شده بودند قطعاً آتن هم مثل ارتریا سقوط می‌کرد و دیگر دلیلی برای لشکرکشی‌های بعدی وجود نداشت.

## دوی ماراتون
در ابتدا با شورش ایونیایی‌ها و پیروزی ایرانیان در نبرد لید داریوش به فکر تصرف یونان افتاد و در سال ۴۹۰ پیش از میلاد با فرستادن ناوگان دریایی به فرماندهی داتیس و آرتافرنس (پسر آرتافرنس) به کیکلادس و عبور از دریای اژه برای رسیدن به این منطقه و سرکوب آتنی‌ها و اریتی‌ها نیروهای ایرانی در میان تابستان به ایوبا و سپس با موفقیت به اژه رسیدند و در این زمان تصمیم ایرانیان بر تسخیر ایرته بود و سپس ناوگان دریایی ایران راهی آتیکا -شهری کوچک در نزدیک ماراتون- شد و در این میان نیروهای آتنی به همراهی تعدادی از پلاتایی‌ها خود را به ماراتون رساندند، و موفق به مسدود کردن دو خروجی شهر و بن‌بست نیروهای ایرانی به مدت پنج روز شدند و پیشتر نیز آتنی‌ها به دلایلی نامعلوم تصمیم به نبرد با ایرانیان گرفتند و با وجود برتری شمار نیروهای ایرانی در این نبرد، هپلیت‌های یونانی برتری خود نسبت به پیاده‌نظام ارتش ایران را به نمایش گذاشتند.
در خصوص ریشه مسابقه دوی ماراتن، هرودت، مورخ مشهور یونانی می‌گوید: بعد شکست ایران در منطقه ماراتن در مقابل سپاه آتن، Philippides جنگجوی یونانی با تجهیزات کامل نظامی توانست مسافت ۴۲ کیلومتری دشت ماراتن تا آتن را دویده و خبر شکست ایرانیان را به آتنی‌ها بدهد. او پس از رسیدن به آتن و رساندن خبر «ما پیروز شدیم»، بر زمین می‌افتد و جان می‌سپارد.
این روایت حماسی در واقع علیه ایرانیان و برای تحقیر ایرانیان توسط هردوت نگاشته شده و مسابقه مشهور دوی ماراتن برای یادبود شکست ایرانیان در برابر غرب، بنا گذاشته شده‌است.دوی ماراتن